# Ваджпейи, Кайлаш
Кайлаш Ваджпейи (англ. Kailash Vajpeyi; 11 ноября 1936 — 1 апреля 2015) — индийский поэт, индолог, публицист. Опубликовал 28 книг, в том числе 14 поэтических сборников. Его произведения были переведены и изданы на русском, английском, немецком, датском, шведском и испанском языках. Регулярно печатался в газете The Times of India.

## Биография
Родился 11 ноября 1936 года. Получил учёную степень магистра в Лакхнауском университете. Там же защитил докторскую диссертацию. В ранние годы работал дизайнером журнала «Сарика», который в то время был популярным литературным журналом на хинди, издававшимся Times of India Group. В 1970-е годы по приглашению правительства Мексики преподавал в качестве приглашённого профессора в Центре восточных исследований Университета Мехико. Читал лекции по индийской культуре, философии и языкам. Позднее исполнял обязанности директора Центра восточных исследований. Одно время занимал пост руководителя Индийского культурного центра в Джорджтауне, Гайана. В настоящее время Ваджпейи — ассоциированный профессор хинди в Делийском университете.